# Silhouettes
"Silhouettes" (em português: Silhuetas) é uma canção do DJ e produtor Avicii. E conta com a participação do cantor sueco Salem Fakir. Foi lançado como Download digital em 27 de abril de 2012.

## Faixas
| Download digital |                                     |         |  |
| N.º              | Título                              | Duração |  |
| 1.               | "Silhouettes" (Original Radio Edit) | 3:31    |  |
| 2.               | "Silhouettes" (Original Mix)        | 7:00    |  |

## Videoclipe
O lançamento do videoclipe ocorreu antes mesmo da música ficar disponível para download ao público. Lançado no YouTube dia 23 de abril de 2012 também conta com a participação vocal de Salem Al Fakir.

## Posições
| Parada (2012)                                  | Posição de pico |
| ---------------------------------------------- | --------------- |
| Áustria (Ö3 Austria Top 75)                    | 26              |
| Bélgica (Ultratip Bubbling Under de Flandres)  | 4               |
| Bélgica (Ultratip Bubbling Under da Valônia)   | 29              |
| Dinamarca (Hitlisten)                          | 27              |
| Finlândia (Suomen virallinen lista)            | 11              |
| O campo songid é OBRIGATÓRIO PARA PARADA ALEMÃ | 87              |
| Hungria (Dance Top 40)                         | 25              |
| Hungria (Rádiós Top 40)                        | 12              |
| Irlanda (IRMA)                                 | 27              |
| Países Baixos (Single Top 100)                 | 43              |
| Escócia (Scottish Singles Chart)               | 12              |
| Suécia (Sverigetopplistan)                     | 11              |
| Reino Unido (UK Dance Chart)                   | 5               |
| Reino Unido (UK Singles Chart)                 | 22              |
| Estados Unidos (Billboard Dance Club Songs)    | 4               |

## Histórico de lançamento
| País        | Data                | Formato          | Gravadora       |
| ----------- | ------------------- | ---------------- | --------------- |
| Alemanha    | 27 de abril de 2012 | Download digital | Universal Music |
| Brasil      | 27 de abril de 2012 | Download digital | Universal Music |
| Espanha     | 27 de abril de 2012 | Download digital | Universal Music |
| Itália      | 27 de abril de 2012 | Download digital | Universal Music |
| Polónia     | 27 de abril de 2012 | Download digital | Universal Music |
| Portugal    | 27 de abril de 2012 | Download digital | Universal Music |
| Reino Unido | 27 de abril de 2012 | Download digital | Universal Music |